# Hallgarten (Rheingau)
Hallgarten ist ein Stadtteil von Oestrich-Winkel im Rheingau-Taunus-Kreis in Hessen. Der Name des Ortes entstand aus dem alten Begriff Hagadun.

## Geographische Lage

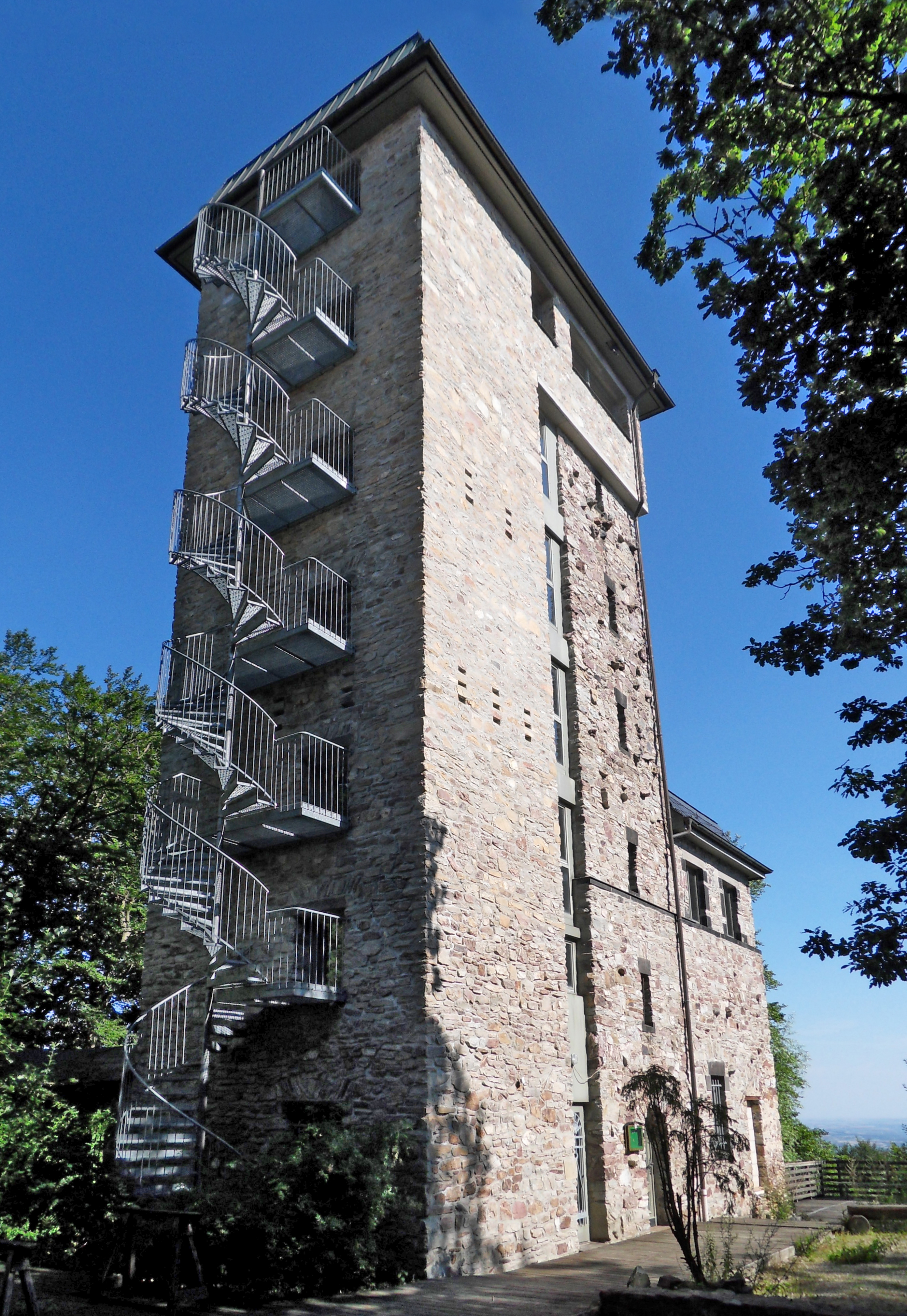
Turm auf der Hallgarter Zange

Hallgarten liegt als einer der Rheingauer Höhenorte nicht am Rhein, sondern zwei Kilometer weiter nördlich in Hanglage unterhalb der Rodungsgrenze der Taunuswälder. Der Ort ist als Weindorf allseits von Weinbergen umgeben und bietet eine Fernsicht nach Süden über das Rheinhessische Tafel- und Hügelland hinweg bis zum 46 km entfernten Donnersberg und bis zur Odenwälder Bergstraße. 1500 Meter nördlich der Ortslage reicht die in den Waldrand hineingebaute Siedlung Am Rebhang bis in eine Höhe von 400 Meter hinauf.
Zweieinhalb Kilometer nördlich von Hallgarten erhebt sich der Gipfel der Hallgarter Zange (580,5 m ü. NN). Der 1909 dort errichtete Aussichtsturm bietet den besten Blick über den Rheingau. Der dem Taunushauptkamm um rund 1000 Meter nach Süden vorgelagerte Berg wirkt von Süden her perspektivisch höher als die dahinter liegende höchste Erhebung des Rheingaus, die bewaldete Kalte Herberge (619,3 m). Die Waldungen von Hallgarten schließen die Mapper Schanze als einzige erhaltene Torbefestigung des Rheingauer Gebücks mit ein und reichen im Hinterlandswald bis zum oberen Ernstbach.

## Geschichte

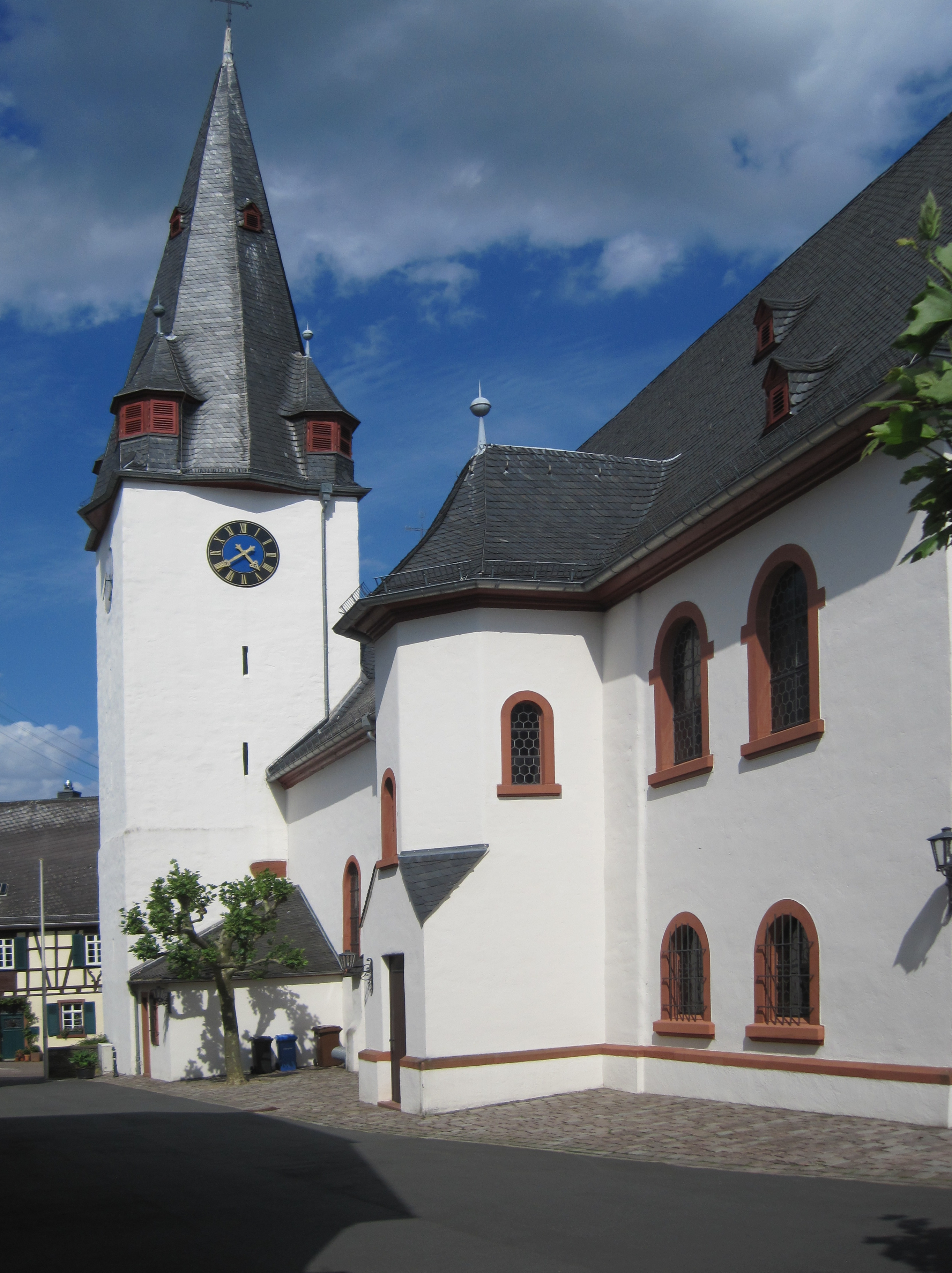
Pfarrkirche Mariä Himmelfahrt

### Chronik
Hallgarten entstand vermutlich aus einem Landgut des Klosters Eberbach.
Die älteste bekannte schriftliche Erwähnung von Hallgarten erfolgte unter dem Namen Hargardun im Jahr 1112 in einer Urkunde des Erzbistums Mainz.
Der Ort war mit dem ganzen Rheingau Teil des Kurmainzischen Territoriums. Nach Auflösung des Kurstaates ging der Ort 1803 an Nassau-Usingen und gehörte zur Zeit des Herzogtums Nassau zum Amt Eltville.
Dank Johann Adam von Itzstein und der Versammlungen seines Hallgartenkreises politischer und gesellschaftlicher Größen zwischen 1832 und 1847, kommt Hallgarten eine politische und historische Rolle zu. Man traf sich im Weingut Itzsteins in Hallgarten zur Diskussion politischer Themen. Zu diesem Oppositionskreis gehörte unter anderen Hoffmann von Fallersleben, der 1847 in Hallgarten eine Itzstein-Biografie verfasste. Der Hallgartener Kreis wird auch als eine Keimzelle der Frankfurter Nationalversammlung 1848 in der Frankfurter Paulskirche gesehen.
Nach der Annexion des Herzogtums Nassau durch Preußen wurde Hallgarten 1867 dem Rheingaukreis im Regierungsbezirk Wiesbaden zugeordnet.
Im Zuge der Gebietsreform in Hessen wurde Hallgarten kraft Landesgesetz und gegen den Willen der Bevölkerung zum 1. Januar 1977 in die Stadt Oestrich-Winkel eingegliedert. Seit dieser Zeit bis zu den Kommunalwahlen 2016 war Hallgarten der einzige Oestrich-Winkeler Stadtteil, für den ein Ortsbezirk mit Ortsbeirat eingerichtet worden war; seitdem gibt es weitere drei Ortsbeiräte und der Ortsbeirat Hallgarten wurde von sieben auf fünf Sitze verkleinert.

### Territorialgeschichte und Verwaltung im Überblick
Die folgende Liste zeigt im Überblick die Verwaltungseinheiten, denen Hallgarten angehört(e):
- 1604: Heiliges Römisches Reich, Kurfürstentum Mainz, Mittelamt Oestrich
- vor 1803: Heiliges Römisches Reich, Kurfürstentum Mainz, Unteres Erzstift, Vizedomamt Rheingau, Amtskellerei Eltville und Amtsvogtei Erbach
- ab 1803: Heiliges Römisches Reich, Fürstentum Nassau-Usingen (durch Reichsdeputationshauptschluss), Vicedomamt Rheingau, Amtskellerei Eltville
- ab 1806: Herzogtum Nassau, Amtskellerei Eltville
- ab 1815: Herzogtum Nassau, Amt Eltville
- ab 1849: Herzogtum Nassau, Regierungsbezirk Wiesbaden, Kreisamt Rüdesheim (Justizamt Eltville bis 1854)
- ab 1854: Herzogtum Nassau, Amt Eltville
- ab 1867: Norddeutscher Bund, Königreich Preußen, Provinz Hessen-Nassau, Regierungsbezirk Wiesbaden, Rheingaukreis (Trennung zwischen Justiz (Amtsgericht Eltville) und Verwaltung)
- ab 1871: Deutsches Reich, Königreich Preußen, Provinz Hessen-Nassau, Regierungsbezirk Wiesbaden, Rheingaukreis
- ab 1919: Deutsches Reich, Freistaat Preußen, Provinz Hessen-Nassau, Regierungsbezirk Wiesbaden, Rheingaukreis
- ab 1944: Deutsches Reich, Freistaat Preußen, Provinz Nassau, Rheingaukreis
- ab 1945: Deutsches Reich, Amerikanische Besatzungszone, Groß-Hessen, Regierungsbezirk Wiesbaden, Rheingaukreis
- ab 1946: Deutsches Reich, Amerikanische Besatzungszone, Hessen, Regierungsbezirk Wiesbaden, Rheingaukreis
- ab 1949: Bundesrepublik Deutschland, Hessen, Regierungsbezirk Wiesbaden, Rheingaukreis
- ab 1968: Bundesrepublik Deutschland, Hessen, Regierungsbezirk Darmstadt,Rheingaukreis
- ab 1977: Bundesrepublik Deutschland, Land Hessen, Rheingau-Taunus-Kreis, Oestrich-Winkel

### Einwohnerentwicklung

#### Einwohnerzahlen
| Quelle: Historisches Ortslexikon  |
| • 1525: 154 Herdstellen           |
| • 1700: 72 Bürger und 9 Beisassen |

| Hallgarten: Einwohnerzahlen von 1820 bis 2015 | Hallgarten: Einwohnerzahlen von 1820 bis 2015 | Hallgarten: Einwohnerzahlen von 1820 bis 2015 | Hallgarten: Einwohnerzahlen von 1820 bis 2015 | Hallgarten: Einwohnerzahlen von 1820 bis 2015 |
| --- | --------------------------------------------- | --------------------------------------------- | --------------------------------------------- | --------------------------------------------- |
| Jahr |                                               |                                               |                                               | Einwohner                                     |
| 1820 | 1820                                          |                                               | 907                                           | 907                                           |
| 1834 | 1834                                          |                                               | 1.083                                         | 1.083                                         |
| 1840 | 1840                                          |                                               | 1.061                                         | 1.061                                         |
| 1846 | 1846                                          |                                               | 1.064                                         | 1.064                                         |
| 1852 | 1852                                          |                                               | 1.172                                         | 1.172                                         |
| 1858 | 1858                                          |                                               | 1.120                                         | 1.120                                         |
| 1864 | 1864                                          |                                               | 1.161                                         | 1.161                                         |
| 1871 | 1871                                          |                                               | 1.108                                         | 1.108                                         |
| 1875 | 1875                                          |                                               | 1.134                                         | 1.134                                         |
| 1885 | 1885                                          |                                               | 1.196                                         | 1.196                                         |
| 1895 | 1895                                          |                                               | 1.222                                         | 1.222                                         |
| 1905 | 1905                                          |                                               | 1.240                                         | 1.240                                         |
| 1910 | 1910                                          |                                               | 1.264                                         | 1.264                                         |
| 1925 | 1925                                          |                                               | 1.303                                         | 1.303                                         |
| 1939 | 1939                                          |                                               | 1.313                                         | 1.313                                         |
| 1946 | 1946                                          |                                               | 1.761                                         | 1.761                                         |
| 1950 | 1950                                          |                                               | 1.755                                         | 1.755                                         |
| 1956 | 1956                                          |                                               | 1.625                                         | 1.625                                         |
| 1961 | 1961                                          |                                               | 1.621                                         | 1.621                                         |
| 1967 | 1967                                          |                                               | 1.768                                         | 1.768                                         |
| 1970 | 1970                                          |                                               | 1.811                                         | 1.811                                         |
| 1980 | 1980                                          |                                               | ?                                             | ?                                             |
| 1990 | 1990                                          |                                               | ?                                             | ?                                             |
| 2000 | 2000                                          |                                               | ?                                             | ?                                             |
| 2011 | 2011                                          |                                               | 2.010                                         | 2.010                                         |
| 2015 | 2015                                          |                                               | 2.028                                         | 2.028                                         |
| Datenquelle: Historisches Gemeindeverzeichnis für Hessen: Die Bevölkerung der Gemeinden 1834 bis 1967. Wiesbaden: Hessisches Statistisches Landesamt, 1968. Weitere Quellen: LAGIS; Gemeinde GGG; Zensus 2011 |                                               |                                               |                                               |                                               |

#### Einwohnerstruktur
Nach den Erhebungen des Zensus 2011 lebten am Stichtag dem 9. Mai 2011 in Hallgarten 2010 Einwohner. Darunter waren 66 (3,3 %) Ausländer.
Nach dem Lebensalter waren 294 Einwohner unter 18 Jahren, 768 zwischen 18 und 49, 438 zwischen 50 und 64 und 513 Einwohner waren älter.
Die Einwohner lebten in 933 Haushalten. Davon waren 297 Singlehaushalte, 300 Paare ohne Kinder und 264 Paare mit Kindern, sowie 60 Alleinerziehende und 12 Wohngemeinschaften. In 234 Haushalten lebten ausschließlich Senioren und in 579 Haushaltungen lebten keine Senioren.

#### Religionszugehörigkeit
| • 1885: | 014 evangelische (= 1,71 %), 1182 katholische (= 98,83 %) Einwohner |
| • 1961: | 106 evangelische (= 6,54 %), 1505 katholische (= 92,84 %) Einwohner |

## Wappen
Die Gemeinde Hallgarten führte ein Wappen mit folgender Blasonierung: In Rot über einer goldenen Traube mit Laub eine silberne Zange.

## Sehenswürdigkeiten
- Die Hallgarter Pfarrkirche Mariä Himmelfahrt ist bekannt durch die „Schröter-Madonna“ (Madonna mit der Scherbe). Die Tonplastik wurde möglicherweise von den im Ort ansässigen Weinschrötern um 1415 gestiftet.
- Ehemaliges Itzstein’sche Gutshaus (Niederwaldstraße 7a). Zwischen 1832 und 1847 Treffpunkt des Hallgartener Kreises um Adam von Itzstein
- Grabmal Itzsteins auf dem Hallgartener Friedhof
- Im ehemaligen Rathaus befindet sich das Heimatmuseum Rothmühl, eine Einrichtung, die vom Heimatvertriebenen-Verein aufgebaut wurde.[9]

## Persönlichkeiten
- Johann Adam von Itzstein (1775–1855), liberaler Politiker, verstarb in Hallgarten.
- Franz Kneer (1895–1935), deutscher Pilot und Flugsportler, verunglückte mit der von ihm geflogenen Junkers Ju 52 am 25. April 1935 bei einem Absturz auf der Hallgarter Zange tödlich.
- Karl Rolf Seufert (1923–1992) war ein deutscher Schriftsteller und lebte von 1945 bis zu seinem Tod in Hallgarten
- Petra Müller-Klepper (* 1957), CDU-Politikerin, Mitglied des Hessischen Landtags und Staatssekretärin a. D., geboren in Hallgarten und dort seit ihrer Geburt wohnhaft